# Semiothisa sorocula
Semiothisa sorocula là một loài bướm đêm trong họ Geometridae.